# Powder River megye
Powder River megye az Amerikai Egyesült Államokban, azon belül Montana államban található. Megyeszékhelye és legnagyobb városa Broadus. Lakosainak száma 1694 fő (2020. április 1.). Powder River megye Custer, Campbell, Rosebud, Carter, Big Horn, Sheridan és Crook megyékkel határos.

## Népesség
A megye népességének változása:
| Lakosok száma | 1729 | 1753 | 1760 | 1748 | 1773 | 1694 |
|               | 2010 | 2011 | 2012 | 2013 | 2015 | 2020 |